# Johan Harder Backman
Johan Harder Backman, född den 22 oktober 1790 i Onsala socken i Halland, död den 1 februari 1862, var en svensk jurist och lagsamlare.
Backman avlade juridisk examen vid Uppsala universitet 1810, blev assessor i Göta hovrätt 1822 och var 1833-58 justitieråd.
Han utgav verket Ny lagsamling (8 delar, 1831-60). Verket fortsattes av C.E. Backman (2 delar, 1874—78).
Efter Backmans död utgavs hans Handbok uti tviste-, utsöknings- och rättegångsmål (1863).